# Терамура Міхо
Терамура Міхо (27 вересня 1994) — японська плавчиня.
Учасниця Олімпійських Ігор 2016 року.
Призерка Пантихоокеанського чемпіонату з плавання 2018 року.
Призерка Азійських ігор 2014, 2018 років.